# Kölner Ei

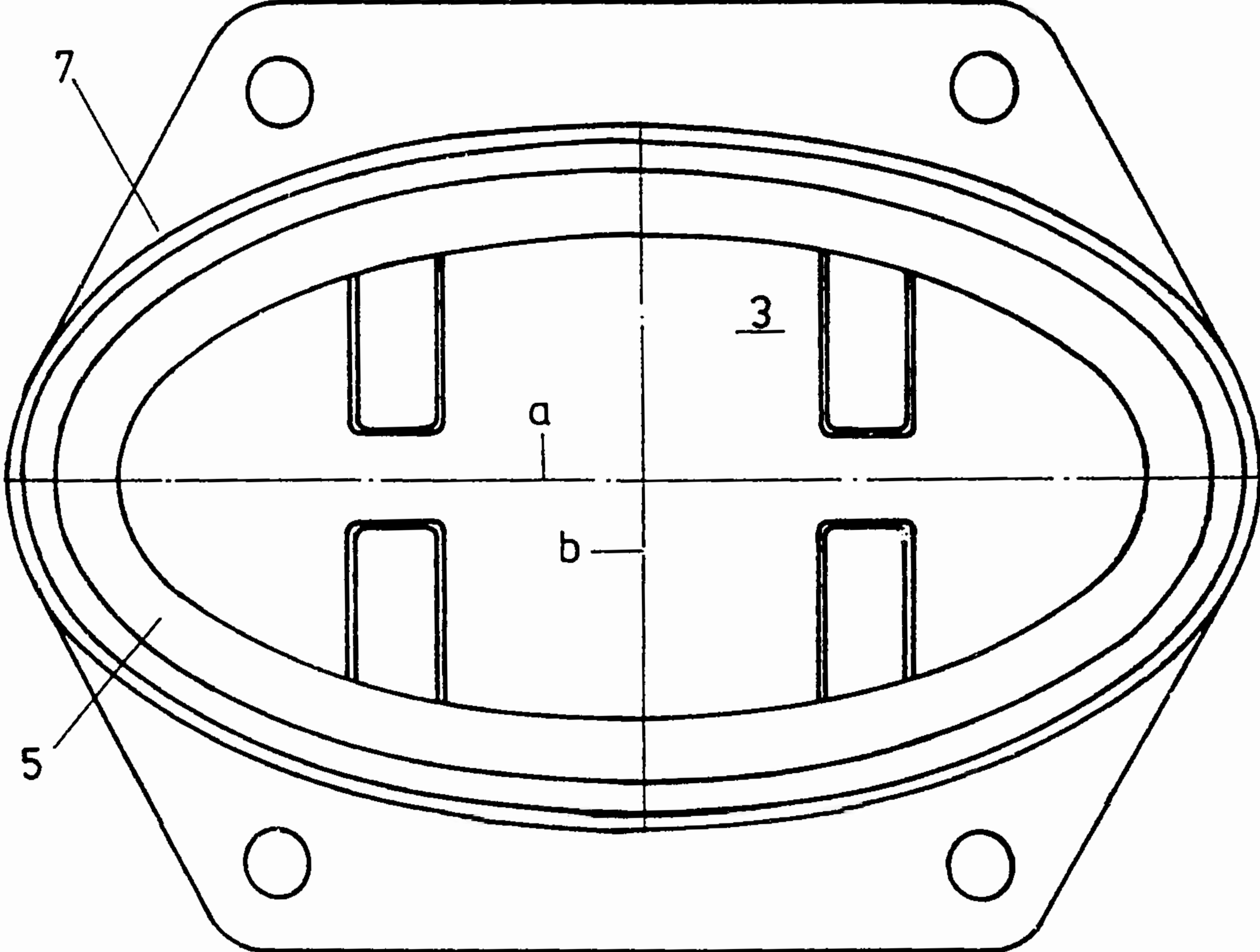
Technische Zeichnung des Kölner Eis

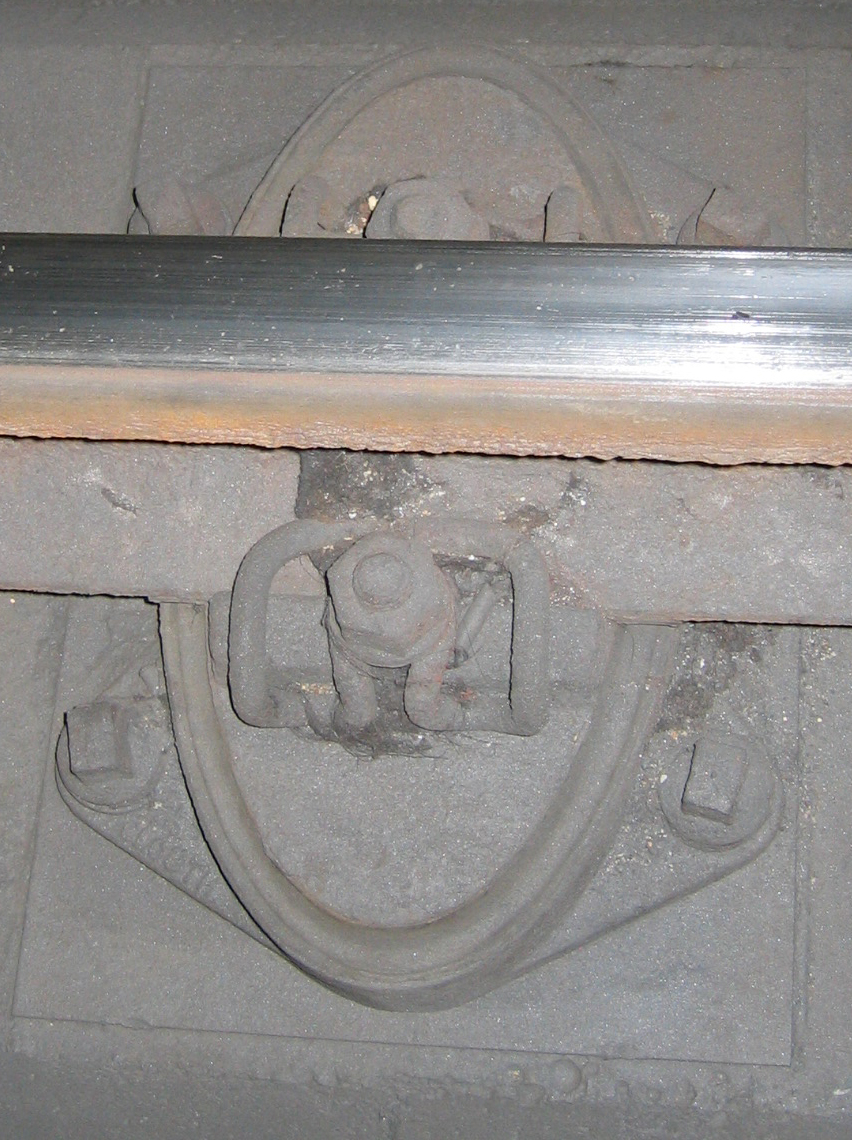
Kölner Ei im eingebauten Zustand

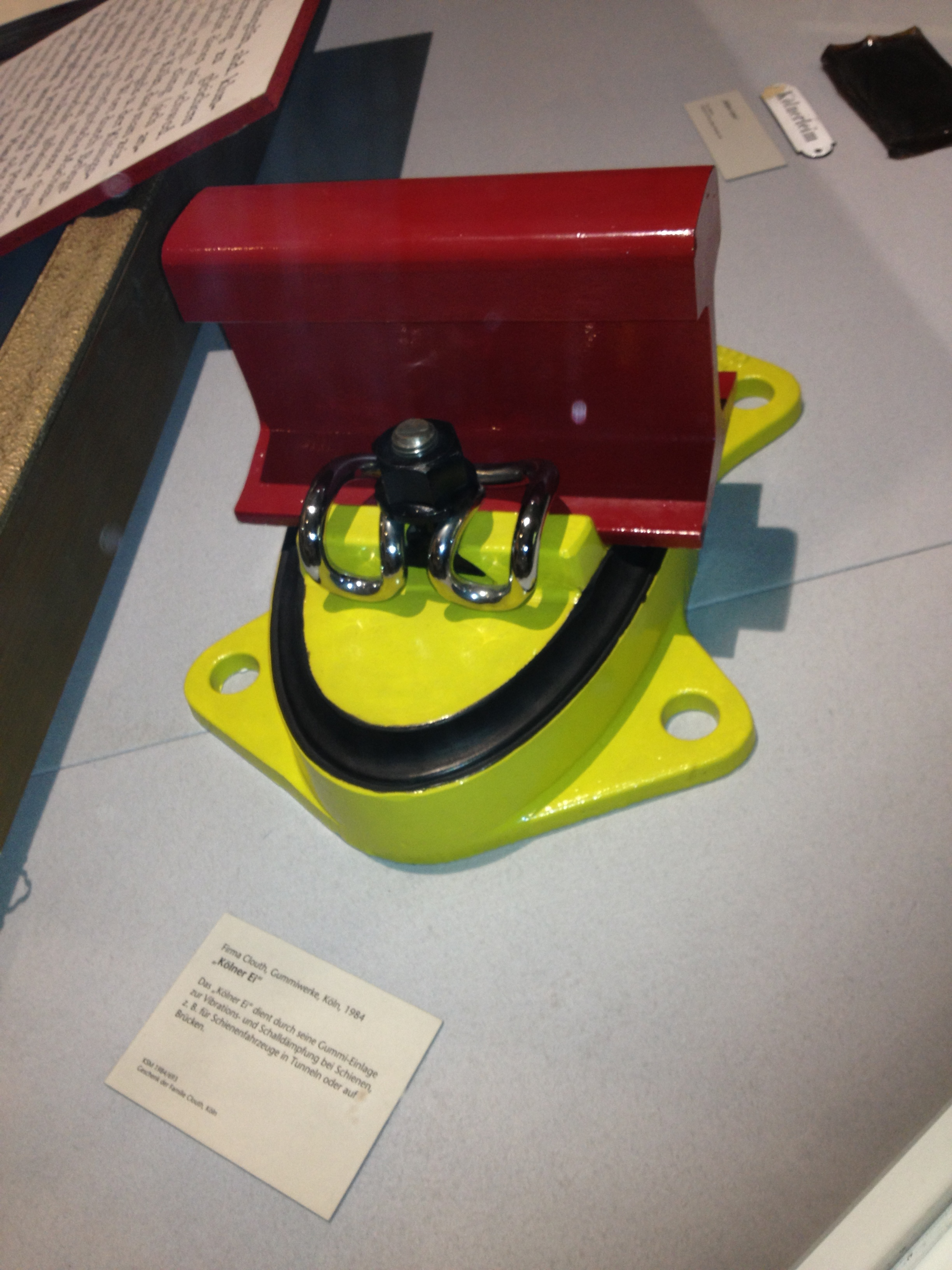
Ausstellungsexemplar im Kölnischen Stadtmuseum

Das Kölner Ei ist eine Schienenbefestigung, die Körperschall reduziert, der die Ursache des sekundären Luftschalls in Gebäuden neben oder über Bahnstrecken ist. Der Name „Kölner Ei“ wird abgeleitet von der charakteristischen ovalen Form der Schienenbefestigung und von der gleichnamigen Stadt, in der es erfunden wurde.

## Geschichte
Das Kölner Ei wurde von Hans Braitsch bei der Firma Clouth Gummiwerke in Köln-Nippes entwickelt und am 27. Juli 1978 zum Patent angemeldet. Die Erfindung beruhte auf einer Erfindung seines Kollegen Hermann Ortwein, die bereits am 30. Juni 1978 angemeldet worden war. Das Kölner Ei wurde erstmals 1978 auf der Kölner Stadtbahnstrecke Ebertplatz–Lohsestraße eingebaut. Aufgrund der hervorragenden Ergebnisse bei der Körperschallreduzierung wurde es kurze Zeit später auf 1500 Meter Länge im Gleis der KVB (Kölner Verkehrsbetriebe) eingebaut. Viele weitere Streckenabschnitte folgten.

## Aufbau
Ein Kölner Ei besteht aus zwei Metallteilen, der Rippenplatte und dem Rahmen, die durch Vulkanisation auf NR-Basis (Naturkautschuk Elastomer) miteinander verbunden sind. Aufgrund seiner Festigkeit, Haltbarkeit, Korrosionsbeständigkeit und Wirtschaftlichkeit wurde Sphäroguss als das am besten geeignete Material für alle Metallkomponenten gewählt. Wegen der guten Federeigenschaften, der hohen Lebensdauer und des optimalen Verhältnisses der statischen zur dynamischen Steifheit wird eine Mischung auf NR-Basis benutzt.
Die Schiene wird auf der Rippenplatte befestigt. Der Rahmen wird mit Ankerschrauben durch bestimmte Applikationen, die außen am Rahmen sitzen, befestigt. Die Rippenplatte wird durch den einvulkanisierten Elastomerring getragen, der sich andererseits auf dem Rahmen abstützt. Diese Anordnung bewirkt, dass vertikale Kräfte in Schub-Druckkomponenten aufgeteilt werden. Dadurch ergibt sich die ausgezeichnete akustische Effektivität des Kölner Eis. Außerdem wird die Spurweite aufgrund der Konstruktion zuverlässig beibehalten. Bei Überlastungen senkt sich die Rippenplatte maximal bis zum Anschlag auf den Beton. 
Damit es hier nicht zu einem harten Anschlag kommt, hat die Rippenplatte an der Unterseite ein anvulkanisiertes Elastomer-Profil. Dadurch bleibt die horizontale Stabilität erhalten – ein beträchtlicher Sicherheitsgewinn, insbesondere in den Bögen. Der Elastomerring, der Rahmen und Rippenplatte verbindet, dämpft nicht nur die Schwingungen, sondern bietet zudem eine hervorragende elektrische Isolation. Durch Anpassung der Elastomerhärte kann die vertikale Steifigkeit den Kundenwünschen angepasst werden.
Das Kölner Ei wird normalerweise mit zwei Befestigungen geliefert, die diagonal angeordnet sind. Weil die Ankerschrauben außen am Rahmen sitzen, kann eine kraftschlüssige Verbindung zwischen Untergrund und Schienenlager hergestellt werden. Dadurch werden die Ankerschrauben nur auf Zug beansprucht. Das ist bei vielen anderen Lagern nicht der Fall.

## Einsatz
Die schwingungsdämpfende Schienenbefestigung kommt weltweit zum Einsatz, so in Marseille, Washington, Boston, Sydney und London. In der Erfinderstadt Köln liegen ca. 14.000 Exemplare des Kölner Eis im Schienennetz.
Bei den heutigen Systemen werden die Schienen von drei Seiten in Naturkautschuk gelagert. Derartige Lager wurden im November 2013 in der Unterquerung des Kölner Doms durch die Nord-Süd-Stadtbahn zur Dämpfung störender Vibrationen und Erschütterungen eingesetzt, die zuvor in der Kathedrale spür- und messbar waren.